# Carl-Johan Unger
Carl-Johan Botvid Unger, född 28 juli 1906 i Svedala, död 29 december 1979 i Malmö, var en svensk skådespelare. 

## Biografi
Unger var aktiv på Malmö stadsteater, där han spelade i uppsättningar som Jules Vernes Jorden runt på 80 dagar (1944), Richard Brinsley Sheridans Skandalskolan (1962), Bertolt Brechts Mor Courage och hennes barn (1968), och William Shakespeares Julius Caesar (1969). Han är begravd på Svedala kyrkogård.

## Filmografi (urval)
- 1938 – Svensson ordnar allt!
- 1945 – Trav, hopp och kärlek

## Teater

### Roller (ej komplett)
| År   | Roll                | Produktion                                    | Regi             | Teater                   |
| ---- | ------------------- | --------------------------------------------- | ---------------- | ------------------------ |
| 1939 | En tidningsman      | Doktorns dilemma George Bernard Shaw          | Rudolf Wendbladh | Helsingborgs stadsteater |
| 1939 | 3:dje G-mannen      | Koppla av! Moss Hart och George S. Kaufman    | Rudolf Wendbladh | Helsingborgs stadsteater |
| 1940 | Pastor John Bagshot | Ja och Nej Kenneth Horne                      | Rudolf Wendbladh | Helsingborgs stadsteater |
| 1941 | Eddie Fuseli        | Lyckans gullgosse Clifford Odets              | Rudolf Wendbladh | Helsingborgs stadsteater |
| 1941 | Pimentelli          | Christina August Strindberg                   | Rudolf Wendbladh | Helsingborgs stadsteater |
| 1944 |                     | Jorden runt på 80 dagar Jules Verne           | Alf Henrikson    | Malmö stadsteater        |
| 1945 |                     | Cyrano de Bergerac Edmond Rostand             | Sandro Malmquist | Malmö Stadsteater        |
| 1946 |                     | Lyckan kommer Alf Henrikson                   | Sam Besekow      | Malmö stadsteater        |
| 1968 |                     | Mutter Courage och hennes barn Bertolt Brecht | Jan Lewin        | Malmö stadsteater        |